# C͟h
Cette page contient des caractères spéciaux ou non latins. S’ils s’affichent mal (▯, ?, etc.), consultez la page d’aide Unicode.
Le ch double macron souscrit,  c͟h est un digramme de l’alphabet latin, utilisé dans certains systèmes de translittération. Il est formé d’un C et d’un H, avec un double macron souscrit.

## Utilisation
Dans la romanisation BGN/PCGN 2011 de l’abkhaze, le digramme ch double macron souscrit ‹ c͟h › est utilisé pour translittérer la lettre tché abkhaze ‹ ҽ ›.